# Deva (mytologi)

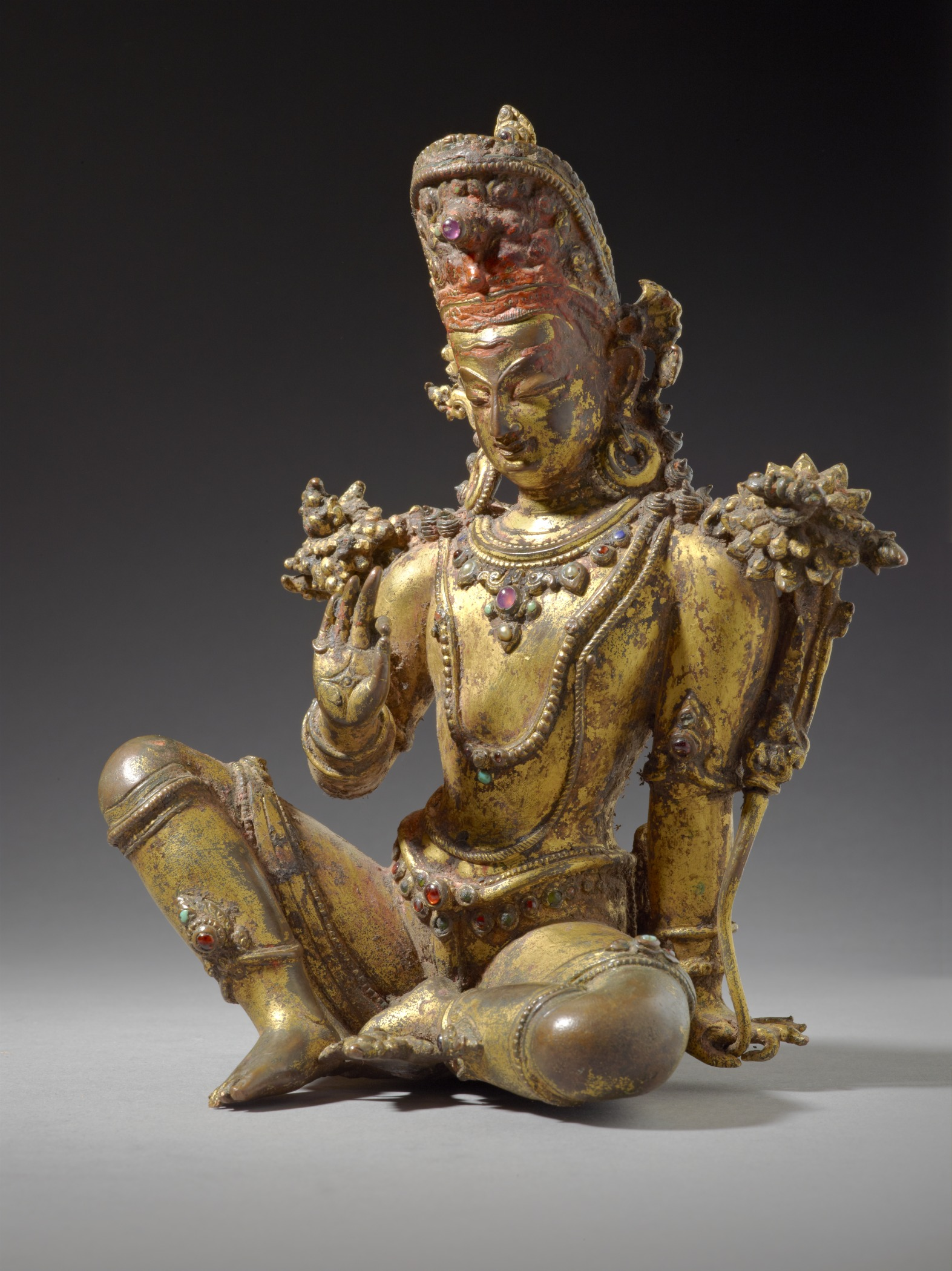
Indra, ledaren bland devas.

Devas (Devanāgarī: देव) är inom hinduism en grupp gudar motsatta asuras. Begreppet finns redan i de äldsta vediska texterna. Samma ord, daiva, utvecklades inom den iranska zoroastrismen till att betyda ”demon”.

## Devas i hinduismen
Devas är vanligtvis 33 till antalet, med Indra som den främsta. De har alla ansvar för varsin aspekt av naturen och förkroppsligar denna aspekt. Ett exempel är floden Ganges ande, gudinnan Ganga. Hon var dotter till Himalaya och togs upp till himlen som Vintergatan men fick senare komma tillbaka ned till jorden igen. Gudarna dyrkas på olika nivåer, vissa dyrkas över hela Indien, som Vishnu, Shiva och Devi, samtidigt som till exempel Sitala, smittkoppornas gudinna, dyrkas på lokalnivå i mindre byar. Alla gudar är dock mellanhänder till de tidigare nämnda större gudarna. Den översta delen av universum är enligt hinduerna hem åt Devas.
På den Indiska halvön blev devas så småningom så populära att de trängde undan asuras, vilka devas ständigt ligger i krig med. Vishnu har tagit devas parti medan Shiva försvarar asuras.